# هند غربی هلند
کارائیب هلند (به لاتین: Dutch Caribbean) با نام تاریخی هند غربی هلند (Dutch West Indies) قلمروها و مستعمراتی است که در زمان گذشته جزئی از امپراتوری هلند بوده و امروزه بخشی از پادشاهی هلند است که در مجمع‌الجزایر آنتیل کوچک در دریای کارائیب است.
کارائیب هلند در حال حاضر شامل جزایر آروبا، کوراسائو، سینت مارتن، بونیر، سینت یوستیشس، و سیبا است. در دوره معاصر این عنوان برای جزایر کارائیب هلند نیز به کار می‌رود، که از سال ۲۰۱۰ متشکل از سه جزیره بونیر، سینت یوستیشس و سیبا است.